# Cupulomyces lasiochili
Cupulomyces lasiochili är en svampart som först beskrevs av Roland Thaxter, och fick sitt nu gällande namn av R.K. Benj. 1992. Cupulomyces lasiochili ingår i släktet Cupulomyces och familjen Laboulbeniaceae.   Inga underarter finns listade i Catalogue of Life.